# Каргат (станция)
Каргат — железнодорожная станция Новосибирского региона Западно-Сибирской железной дороги, расположенная на 3159 км главного хода Транссиба, в городе Каргате Новосибирской области.

## Общие сведения
Станция является грузовой, на ней производится: выдача и приём грузов повагонными и мелкими отправками; выдача и приём грузов в контейнерах массой брутто до 3 и 5 тонн.

## Дальнее следование по станции
По графику 2021 года через станцию курсируют следующие поезда дальнего следования:
| № поезда | Маршрут движения         | № поезда | Маршрут движения         |
| -------- | ------------------------ | -------- | ------------------------ |
| 1 Россия | Владивосток — Москва     | 2 Россия | Москва — Владивосток     |
| 7        | Владивосток — Омск       | 8        | Омск — Владивосток       |
| 11       | Владивосток — Самара     | 12       | Самара — Владивосток     |
| 59       | Новокузнецк — Кисловодск | 60       | Кисловодск — Новокузнецк |
| 67       | Абакан — Москва          | 68       | Москва — Абакан          |
| 97       | Тында — Кисловодск       | 98       | Кисловодск — Тында       |
| 115      | Томск — Адлер            | 116      | Адлер — Томск            |
| 123      | Новосибирск — Белгород   | 124      | Белгород — Новосибирск   |
| 129      | Красноярск — Анапа       | 130      | Анапа — Красноярск       |
| 139      | Барнаул — Адлер          | 140      | Адлер — Барнаул          |
| 187      | Новосибирск — Омск       | 188      | Омск — Новосибирск       |
| 203      | Томск — Анапа            | 204      | Анапа — Томск            |
| 205      | Иркутск — Анапа          | 206      | Анапа — Иркутск          |
| 627      | Новосибирск — Кулунда    | 628      | Кулунда — Новосибирск    |